# Gonjo
Gonjo, (chữ Tạng: གོ་འཇོ་རྫོང་; Wylie: go 'jo rdzong; ZWPY: Gonjo Zong; tiếng Trung: 贡觉县; bính âm: Gòngjué Xiàn, Hán Việt: Cống Giác huyện) là một huyện của địa khu Qamdo (Xương Đô), khu tự trị Tây Tạng, Trung Quốc.

### Trấn
- Mạc Lạc (莫洛镇)

### Hương
| - Mẫn Đô (敏都乡) - Tác Ba (则巴乡) - La Mạch (罗麦乡) - Sa Đông (沙东乡) - Khắc Nhật (克日乡) - Mộc Hiệp (木协乡) | - A Vượng (阿旺乡) - Lạp Thỏa (拉妥乡) - Hùng Tùng (雄松乡) - Cáp Gia (哈加乡) - Tương Bì (相皮乡) |